# Svjetsko prvenstvo u nogometu – Urugvaj 1930.
Svjetsko prvenstvo u nogometu 1930. godine prvo je izdanje toga nogometnoga natjecanja. Održavalo se u Urugvaju od 13. do 30. srpnja 1930. FIFA je odabrala Urugvaj za domaćina na izborima u Barceloni zbog toga što je ta zemlja 1930. godine slavila stogodošnjicu neovisnosti, a urugvajska reprezentacija osvojila turnir na Olimpijskim igrama 1928. godine.
Trinaest momčadi se natjecalo u završnom turniru, od čega četiri iz Europe, a devet iz Južne i Sjeverne Amerike. Većina momčadi iz Europe odbila je nastupiti zbog udaljenosti i velike cijene puta. Prve dvije utakmice Svjetskoga prvenstva odigrane su u isto vrijeme, a pobjednici su bili Francuska, koja je pobijedila Meksiko rezultatom 4:1, i SAD, koje su svladale Belgiju rezultatom 3:0. Prvi pogodak u povijesti svjetskih prvenstava postigao je Francuz Lucien Laurent. U završnici je domaćin i favorit za osvajanje natjecanja Urugvaj pobijedio Argentinu rezultatom 4:2, pred 93.000 gledatelja, postavši tako prva reprezentacija koja je osvojila Svjetsko prvenstvo u nogometu.

## Povijest
Godine 1914. FIFA je priznala nogomet na Olimpijskim igrama kao Svjetsko prvenstvo u nogometu za amatere preuzevši tako odgovornost za organiziranje istoga turnira na iduće tri Olimpijade, 1920., 1924. i 1928. godine (na Olimpijskim igrama 1908. i 1912. godine organizatori natjecanja bili su švedski i engleski nogometni savez).
Na Olimpijadi u Los Angelesu 1932. godine nogomet uopće nije bio uvršten u program natjecanja zbog nepopularnosti u SAD-u. FIFA i MOO nisu se slagali oko statusa igrača amatera, što je za posljedicu imalo neuvrštavanje nogometa u program Olimpijade 1932. godine. Dana 26. svibnja 1928. godine, na sastanku u Amsterdamu održanom na dan početka nogometa na Olimpijadi 1928. godine, tadašnji FIFA-in predsjednik Jules Rimet najavio je natjecanje neovisno o Igrama, otvoreno svim FIFA-inim članovima. Italija, Švedska, Nizozemska, Španjolska i Urugvaj podnijeli su prijavu za domaćinstvo, a izabran je Urugvaj.

## Sudionici
Svjetsko prvenstvo u Urugvaju bilo je jedino za koje nisu bile potrebne kvalifikacije, sve je reprezentacije pozvala FIFA. Do 28. veljače 1930. godine, roka za prijave, prijavile su se reprezentacije Brazila, Argentine, Perua, Paragvaja, Čilea, Bolivije, SAD-a i Meksika, no niti jedna prekoatlantska zemlja nije htjela nastupiti zbog velikih troškova koje bi im prouzročio put preko Atlantskoga oceana. Nakon što je i Engleski nogometni savez odbio poziv, Jules Rimet, predsjednik FIFA-e, odlučio je uz pomoć urugvajske vlade sponozorirati put prekoatlantskim zemljama.
Naposljetku su se četiri momčadi odlučile na putovanje; Belgija, Francuska, Rumunjska i Jugoslavija. Rumunji, s izbornikom Costelom Radulescuom i trenerima Octaveom Luchideom i Rudolfom Wetzerom, ukrcali su se na brod Conte Verde u Genovi, dok su se Francuzi otisnuli 21. lipnja iz Villefranche-sur-Mera. Belgijanci su krenuli iz Barcelone, a zajedno s njima putovali su Jules Rimet, pokal pobjednika i tri suca Europljana, Jean Langenus, Henri Christophe te Thomas Balway, Parižanin, koji je tijekom puta saznao da mu je supruga preminula. Brazilska je reprezentacija stigla u Urugvaj 4. srpnja 1930. godine nakon pet dana putovanja. Jugoslavija je putovala poštanskim brodom Florida iz Marseillea. Trebali su putovati s Egiptom, no oni su zakasnili na brod.
Lucien Laurent, strijelac prvoga pogotka na svjetskim prvenstvima, opisao je svoje doživljaje s puta:
»Petnaest dana bili smo na brodu Conte Verde. Ukrcali smo se u Villefranche-sur-Meru. Osnovne tjelesne vježbe i vježbe s loptom izvodili smo na palubi. Trener nijednom nije progovorio o taktici...«

## Tijek natjecanja
Trinaest momčadi podijeljeno je u četiri skupine. Sve utakmice igrale su se u glavnom gradu, Montevideu. Urugvaj, Argentina, Brazil i SAD postavljeni su za nositelje i izostavljeni iz ždrijeba. Pošto nije bilo kvalifikacija, prve dvije utakmice Svjetskoga prvenstva bile su ujedno i prve utakmice svjetskih prvenstava, a odigrane su u isto vrijeme 13. srpnja. Francuzi su pobijedili Meksikance 4:1 na Estadio Pocitosu, a Amerikanci Belgiju 3:0 na Estadio Gran Parque Centralu. Francuz Lucien Laurent zabio je prvi pogodak u povijesti svjetskih prvenstava. Kasnije je izjavio: 
»Igrali smo protiv Meksika i sniježilo je, pošto je na južnoj polutki bila zima. Suigrač mi je nabacio loptu čiju sam putanju pozorno pratio i zahvatio je volejem desnom nogom. Svi smo bili sretni zbog gola, ali nitko se nije bacao po travi, jer nitko nije shvatio da smo upravo stvorili povijest. Samo sam se rukovao sa suigračima i nastavili smo s igrom. Nije bilo nikakve nagrade; svi smo bili amateri u to vrijeme.«

### Skupina 1
Prva skupina bila je jedina s četiri momčadi; Argentinom, Čileom, Francuskom i Meksikom. Dva dana nakon pobjede nad Meksikom, Francuzi su poraženi od Argentine rezultatom 1:0, a jedini pogodak postigao je Luis Monti iz slobodnog udarca. Sudac Almeida Rego odsvirao je kraj šest minuta prije devedesete minute a utakmica je dovedena do regularnosti tek nakon burnih prosvjeda Francuza.
Na svojoj drugoj utakmici Argentina je pobijedila i Meksiko rezultatom 6:3, a sudac Ulises Saucedo (ujedno i bolivijski trener), dodijelio je čak pet jedanaesteraca na toj utakmici, od čega su tri bila kontroverzna. Na toj utakmici ujedno je dosuđen i prvi jedanaesterac u povijesti svjetskih prvenstava. Argentinac Guillermo Stábile postigao je hat-trick u svom debitantskom nastupu.
Utakmica koja je odlučivala o sudionika poluzavršnice igrala se između Argentine i Čilea, a obilježena je masovnom tučnjavom nakon prekršaja Argentinca Luisa Montija nad Čileancem Arturom Torresom. Argentina je prošla dalje zahvaljujući pobjedi od 3:1.
| Momčad    | Bodovi | Odigrano | Pobjeda | Neriješeno | Poraz | Postignuti pogodci | Primljeni pogodci |
| --------- | ------ | -------- | ------- | ---------- | ----- | ------------------ | ----------------- |
| Argentina | 6      | 3        | 3       | 0          | 0     | 10                 | 4                 |
| Čile      | 4      | 3        | 2       | 0          | 1     | 5                  | 3                 |
| Francuska | 2      | 3        | 1       | 0          | 2     | 4                  | 3                 |
| Meksiko   | 0      | 3        | 0       | 0          | 3     | 4                  | 13                |

### Skupina 2
U drugoj skupini igrali su nositelj Brazil, Jugoslavija i Bolivija. Brazilci su, zbog unutarnjeg razdora, igrali gotovo isključivo samo s igračima iz Rio de Janeira, no svejedno je bio očekivannjihov prolazak u poluzavršnicu, pogotovu zato što je i reprezentacija Jugoslavije zbog bojkota ostalih nogometnih saveza bila sastavljena gotovo isključivo od nogometaša iz Beograda. No, Jugoslavija ih je iznenadila u prvoj utakmici skupine i pobijedila rezultatom 2:1. Kasnije su obje momčadi glatko pobijedile Boliviju, a Jugoslavija je prošla u poluzavršnicu na račun Brazila koji nisu opravdali status nositelja.
| Momčad      | Bodovi | Odigrano | Pobjeda | Neriješeno | Poraz | Postignuti pogodci | Primljeni pogodci |
| ----------- | ------ | -------- | ------- | ---------- | ----- | ------------------ | ----------------- |
| Jugoslavija | 4      | 2        | 2       | 0          | 0     | 6                  | 1                 |
| Brazil      | 2      | 2        | 1       | 0          | 1     | 5                  | 2                 |
| Bolivija    | 0      | 2        | 0       | 0          | 2     | 0                  | 8                 |

### Skupina 3
Domaćin i nositelj Urugvaj svrstan je u skupinu zajedno s Peruom i Rumunjskom. U početnoj utakmici te skupine dogodilo se i prvo isključenje u povijesti svjetskih prvenstava; Peruanac Plácido Galindo isključen je nakon što je preoštro ušao u rumunjskoga protivnika (tada još nije bilo žutih kartona). Rumunjska je iskoristila igrača više i pobijedila je rezultatom 3:1, zahvaljujući dvama kasnim pogodcima. Urugvaj je svoju prvu utakmicu odigrao tek pet dana nakon otvaranja Prvenstva zbog nedovršenih radova na Estadio Centenariju. Prije utakmice s Peruom održana je i svečanost povodom stogodišnjice urugvajske neovisnosti. Domaćini su pobijedili rezultatom 1:0, a tisak, uključujući i urugvajski, pohvalio je hrabru igru Perua i uputio oštre kritike urugvajskoj reprezentaciji. Urugvaj se kvalificirao u poluzavršnicu pobijedivši Rumunjsku rezultatom 4:0.
| Momčad    | Bodovi | Odigrano | Pobjeda | Neriješeno | Poraz | Postignuti pogodci | Primljeni pogodci |
| --------- | ------ | -------- | ------- | ---------- | ----- | ------------------ | ----------------- |
| Urugvaj   | 4      | 2        | 2       | 0          | 0     | 5                  | 0                 |
| Rumunjska | 2      | 2        | 1       | 0          | 1     | 3                  | 5                 |
| Peru      | 0      | 2        | 0       | 0          | 2     | 1                  | 4                 |

### Skupina 4
Nogometna reprezentacija SAD-a je, kao nositelj, dominirala četvrtom skupinom. Njihova momčad sastojala se i od Engleza s američkom putovnicom, kao i drugih europskih iseljenika. Prve protivnike, Belgiju, pobijedili su s 3:0, i to lakoćom koja je iznenadila i urugvajske novine Imparcial, koje su pisale da je "...visoka pobjeda Amerikanaca uistinu začudila nogometne znalce". No, Belgija se poslije utakmice žalila kako je drugi pogodak postignut iz zaleđa, te da je sudac favorizirao reprezentaciju SAD-a.
Druga utakmica skupine donijela je i prvi hat-trick u povijesti svjetskih prvenstava. Trostruki strijelac bio je Amerikanac Bert Patenaude na utakmici protiv Paragvaja. No, sve do 10. studenoga 2006. godine FIFA je priznavala hat-trick Argentinca Guillerma Stábilea kao prvoga na svjetskim prvenstvima, tvrdeći kako je Patenaude postigao samo dva gola. No, 10. studenoga 2006. godine, FIFA je javno obznanila kako je pogodak Amerikanca Toma Florieja pripisan Bertu Patenaudu.
Paragvaj je u nevažnoj utakmici pobijedio Belgiju rezultatom 1:0, a SAD se dvjema pobjedama od po 3:0 kvalificiralo u poluzavršnicu, uz bok Argentini, Jugoslaviji i Urugvaju, pobjednicima svojih skupina.
| Momčad   | Bodovi | Odigrano | Pobjeda | Neriješeno | Poraz | Postignuti pogodci | Primljeni pogodci |
| -------- | ------ | -------- | ------- | ---------- | ----- | ------------------ | ----------------- |
| SAD      | 4      | 2        | 2       | 0          | 0     | 6                  | 0                 |
| Paragvaj | 2      | 2        | 1       | 0          | 1     | 1                  | 3                 |
| Belgija  | 0      | 2        | 0       | 0          | 2     | 0                  | 4                 |

### Poluzavršnica
Oba dvije utakmice poluzavršnice završile su neuobičajeno visokim rezultatom, 6:1. U prvoj utakmici poluzavršnice Monti je zabio za vodstvo Argentine protiv SAD-a na poluvremenu. U drugom poluvremenu dogodio se potop SAD-a čija je snaga ukroćena zahvaljujući pokretljivosti argentinskih napadača. SAD se žalilo na suca Jeana Langenusa, no službeno nisu ništa poduzeli.
| 26. srpnja 1930. 14:45 UYT                                |           |           |                                                                             |
| Argentina                                                 | 6:1 (1:0) | SAD       | Estadio Centenario, Montevideo Broj gledatelja: 72.886 Sudac: John Langenus |
| Monti 20' Scopelli 56' Stábile 69', 87' Peucelle 80', 85' |           | Brown 89' | Estadio Centenario, Montevideo Broj gledatelja: 72.886 Sudac: John Langenus |

U drugoj utakmici poluzavršnice ponovila se priča s Olimpijskih igara 1924. godine kada su snage odmjerili Jugoslavija i Urugvaj. Jugoslavija je začuđujuće povela u 4. minuti zahvaljujući pogotku Đorđa Vujadinovića. Do poluvremena je prednost za Urugvaj narasla na 3:1, a na kraju rezultat bio je visokih 6:1. Pedro Cea je postigao hat-trick.
| 27. srpnja 1930. 14:45 UYT                     |           |                |                                                                                         |
| Urugvaj                                        | 6:1 (3:1) | Jugoslavija    | Estadio Centenario, Montevideo Broj gledatelja: 138.743 Sudac: Gilberto de Almeida Rêgo |
| Cea 18', 67', 72' Anselmo 20', 31' Iriarte 61' |           | Vujadinović 4' | Estadio Centenario, Montevideo Broj gledatelja: 138.743 Sudac: Gilberto de Almeida Rêgo |

### Završnica
U Urugvaju se dogodila repriza amsterdamske završnice s Olimpijskih igara 1928. godine, u kojem su se sastali Urugvaj i Argentina. Pošto se (danas tradicionalna) utakmica za treće mjesto nije igrala na ovom svjetskom prvenstvu, dogodilo se jedini put te nije bilo utakmice između poluzavršnice i završnice. Ipak, neki izvori, od kojih najvjernije djeluje FIFA Bulletin iz 1984. godine, navode kako se utakmica za treće mjesto održala, iako nije bila u rasporedu, te da je Jugoslavija pobijedila SAD rezultatom 3:1. No, nitko ne može potpuno sigurno utvrditi je li se ta utakmica odigrala te na službenoj FIFA-inoj stranici stoji kako je treća bila reprezentacija SAD-a, zbog bolje razlike pogodaka na turniru.
Završnica se igrala na Estadio Centenariju 30. srpnja 1930. godine. Vrata stadiona bila su otvorena za gledatelje od osam sati ujutro, čak šest sati prije početka utakmice. Službeni podatci govore da je kapacitet iznosio 93.000, te da je stadion bio popunjen do samoga kraja. U završnici se momčadi nisu uspjele dogovoriti oko lopte s kojom će se igrati, stoga je FIFA intervenirala donijevši odluku da će se argentinska lopta koristiti tijekom prvoga poluvremena, a urugvajska tijekom drugoga poluvremena. Urugvaj je pobijedio rezultatom 4:2, nakon zaostatka od 1:2 na poluvremenu. Urugvaj je tako postao prvi svjetsk prvak dodavši tu titulu olimpijskoj, koju su osigurali dvije godine prije. Jules Rimet, tadašnji predsjednik FIFA-e, predao je Urugvaju pokal koji će se kasnije zvati upravo Trofej Julesa Rimeta. Idući je dan je proglašen neradnim u čitavom Urugvaju, dok su stanovnici Buenos Airesa, glavnoga grada Argentine, kamenjem gađali zgradu urugvajskoga veleposlanstva.
| 30. srpnja 1930. 15:30 UYT                |           |                          |                                                                             |
| Urugvaj                                   | 4:2 (1:2) | Argentina                | Estadio Centenario, Montevideo Broj gledatelja: 68.346 Sudac: John Langenus |
| Dorado 12' Cea 57' Iriarte 68' Castro 89' |           | Peucelle 20' Stábile 37' | Estadio Centenario, Montevideo Broj gledatelja: 68.346 Sudac: John Langenus |

## Stadioni
Sve utakmice odigrale su se u glavnome gradu Urugvaja, Montevideu. Koristila su se tri stadiona; Estadio Centenario, Estadio Pocitos i Estadio Parque Central. Estadio Centenario kapaciteta približno 100.000 ljudi izgrađen je prvenstveno za proslavu 10. obljetnice urugvajske neovisnosti, a zatim i za Svjetsko prvenstvo. Jules Rimet proglasio je Centenario nogometnim hramom.
Stadion je ugostio deset od osamnaest utakmica, uključujući obje utakmice poluzavršnice te na kraju i utakmicu završnice. No, kiša i kašnjenje u radovima odgodili su korištenje Centenarija za pet dana od početka Prvenstva. Do tada, utakmice su se igrale na manjim stadionima, Pocitosu i Parque Centralu, koje su najčešće koristili urugvajski klubovi, a bili su kapaciteta od približno 20.000.

## Strijelci
8 pogodaka
- Guillermo Stábile (ARG)

5 pogodaka
- Pedro Cea (URU)

4 pogotka
- Guillermo Subiabre (ČIL)
- Bert Patenaude (SAD)

3 pogotka
- Carlos Peucelle (ARG)
- Preguinho (BRA)
- Peregrino Anselmo (URU)
- Ivan Bek (JUG)

2 pogotka
- Luis Monti (ARG)
- Adolfo Zumelzú (ARG)
- Moderato (BRA)
- André Maschinot (FRA)
- Manuel Rosas (MEKS)
- Héctor Castro (URU)
- Pablo Dorado (URU)
- Santos Iriarte (URU)
- Bart McGhee (SAD)

1 pogodak
- Mario Evaristo (ARG)
- Alejandro Scopelli (ARG)
- Francisco Varallo (ARG)
- Carlos Vidal (ČIL)
- Marcel Langiller (FRA)
- Lucien Laurent (FRA)
- Juan Carreño (MEKS)
- Roberto Gayón (MEKS)
- Luis Vargas Peña (PAR)
- Luis Souza Ferreira (PER)
- Ştefan Barbu (RUM)
- Adalbert Desu (RUM)
- Constantin Stanciu (RUM)
- Jim Brown (SAD)
- Héctor Scarone (URU)
- Blagoje Marjanović (JUG)
- Branislav Sekulić (JUG)
- Aleksandar Tirnanić (JUG)
- Đorđe Vujadinović (JUG)

## Zanimljivosti
- U završnici momčadi se nisu mogle dogovoriti oko lopte kojom će se igrati. FIFA je odlučila da se prvo poluvrijeme igra s argentinskom loptom, a drugo s urugvajskom. Momčad čijom se loptom igralo bila je u prednosti to poluvrijeme (Argentina je prvo poluvrijeme završila prednošću 2:1, dok je Urugvaj drugo poluvrijeme pobijedio s 3:0 za ukupnu pobjedu od 4:2.)
- Francuska, Jugoslavija i SAD odigravali su prijateljske utakmice po Južnoj Americi nakon završetka Prvenstva. Brazil je igrao s Francuskom 1. kolovoza, s Jugoslavijom 10. kolovoza, te s Amerikancima 17. kolovoza 1930. godine.[28] Argentina je ugostila Jugoslaviju 3. kolovoza 1930. godine.[29]
- Posljednji živi sudionik prvenstva, Argentinac Francisco Varallo, preminuo je 30. kolovoza 2010. godine u dobi od 100 godina.[30]
- Nogometna reprezentacija Brazila je jedina reprezentacija koja je nastupila na svim Svjetskim prvenstvima od prvenstva u Urugvaju 1930. godine.

## Vanjske poveznice
- Svjetsko prvenstvo u nogometu – Urugvaj 1930.  Arhivirana inačica izvorne stranice od 26. prosinca 2018. (Wayback Machine) na stranici FIFA-e (engl.)